# Баптизм в Україні

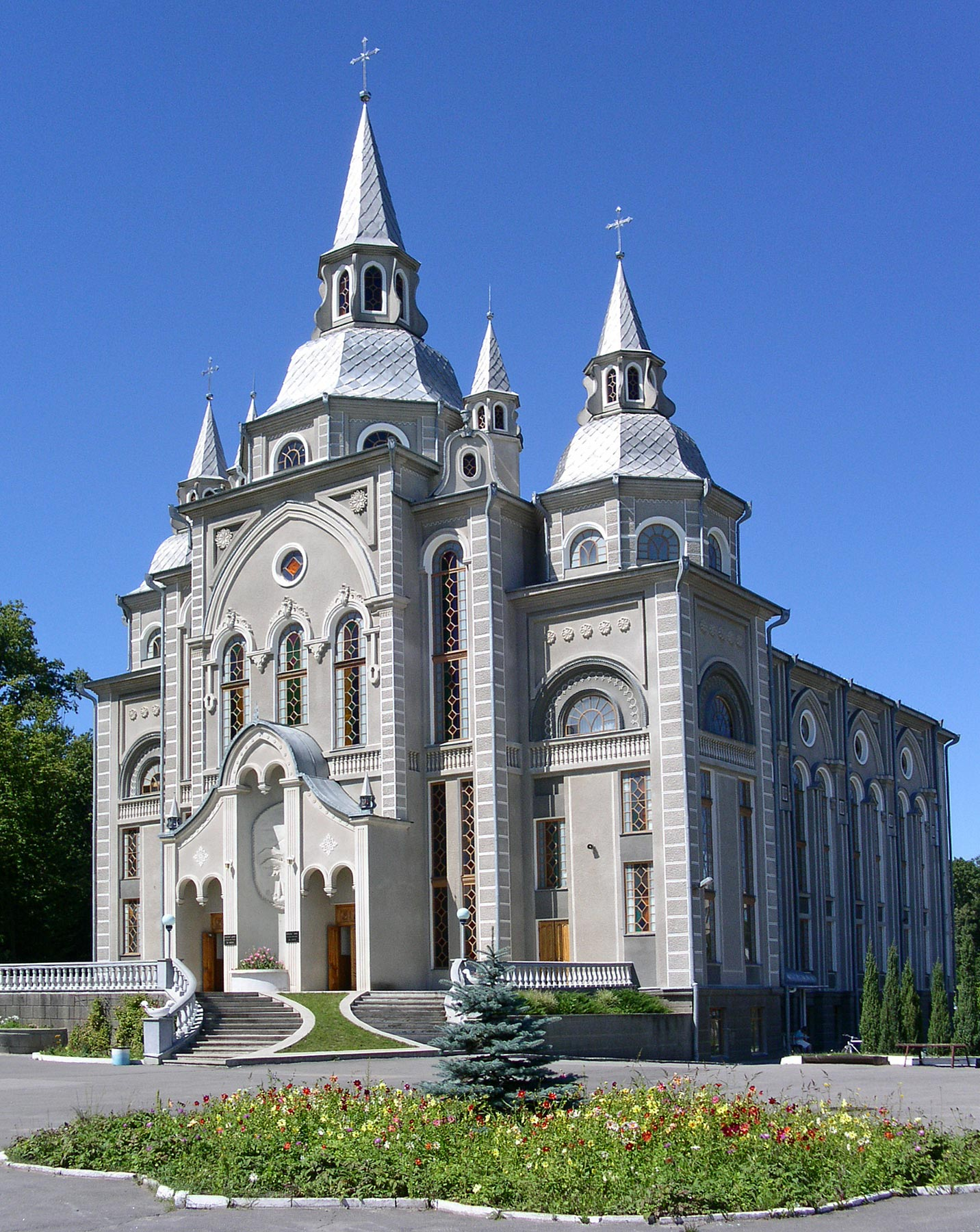
Церква "Дім Євангелія", Вінниця

Баптизм в Україні — найбільша протестанська спільнота України.

## Історія
Перші євангельсько-баптистські общини в Україні з'явилися на півдні України та на півдні Лівобережної України в 60-80-х роках XIX століття. Упродовж десятиліть баптистські общини й окремі віряни зазнавали дискримінації з боку уряду Російської імперії та РПЦ. В роки Першої світової війни діяльність баптистів усіляко переслідували. За часів Радянського Союзу в 1930-х роках Союз баптистів СРСР було розпущено. 1944 року частина баптистів разом з євангельськими християнами, п'ятидесятниками та братськими менонітами об'єдналася в єдину організацію Спілку Євангельських християн-баптистів. 1963 року створено єдину організацію під назвою Всесоюзна рада євангельських християн-баптистів. Від 1990-х років в Україні діє Всеукраїнський союз церков євангельських християн-баптистів.
Всеукраїнський союз церков євангельських християн-баптистів є членом Всесвітнього Баптистського Альянсу (Baptist World Alliance).